# 多久市立病院
多久市立病院（たくしりつびょういん）は、佐賀県多久市にあった医療機関。多久市国民健康保険病院事業の設置等に関する条例（昭和41年12月27日条例第29号）により多久市国民健康保険直営診療施設として設置されていた市立の病院である。
2025年（令和7年）7月に公立佐賀中央病院（多久市東多久町）が開院するのに伴い、同年6月末で閉院した。

## 沿革
- 1938年（昭和13年） - 多久村医療利用組合病院（内科と外科、一般病床20床）として開設[3]。
- 1939年（昭和14年） - 多久部医療利用組合病院に名称変更[3]。
- 1943年（昭和18年） - 多久厚生病院に名称変更[3]。
- 1954年（昭和29年） - 5カ町村の合併による多久市発足とともに、多久市立病院に名称変更[3]。
- 2025年（令和7年）6月 - 小城市の小城市民病院と統合となるため閉院[1]。共に30年以上の老朽化になったのが理由[4]。

## 診療科
- 内科
- 内科（人工透析）
- 循環器科
- 呼吸器科
- 消化器科
- 肝臓内科
- 神経内科
- 外科
- 肛門科
- 整形外科
- リウマチ科
- リハビリテーション科
- 耳鼻咽喉科

## 医療機関の指定等
- 保険医療機関
- 救急告示医療機関
- 労災保険指定医療機関
- 指定自立支援医療機関（更生医療）
- 身体障害者福祉法指定医の配置されている医療機関
- 生活保護法指定医療機関
- 戦傷病者特別援護法指定医療機関
- 原子爆弾被害者一般疾病医療取扱医療機関
- 災害拠点病院
- 臨床研修指定病院

## 周辺の施設
- 多久市立東原庠舎西渓校
- 専称寺
- 多久聖廟
- 西渓公園
- 多久市郷土資料館

## 交通アクセス
- ふれあいバスで市立病院下車。
- 昭和バスで本多久下車。